# Caius Servilius Glaucia
Caius Servilius Glaucia (… - 10 décembre 100 av. J.-C.) est un homme politique romain appartenant au "parti" des populares, ayant vécu à la fin du IIe siècle av. J.-C.
Il était sans doute préteur urbain en 100 av. J.-C. et visait le consulat en 99 av. J.-C.
Selon Plutarque, c'est dans le cadre de la rivalité entre Caius Marius et Quintus Caecilius Metellus Numidicus que le premier prend appui sur Glaucia et Lucius Appuleius Saturninus. Ces faits sont à situer à l'époque de la guerre de Jugurtha et de la volonté de Marius de remplacer son patron et général à la tête des opérations, soit autour de 107-106 av. J.-C..
Avec Lucius Appuleius Saturninus, trois fois tribun de la plèbe de suite et candidat à un quatrième tribunat en 99 av. J.-C., ils n'hésitent pas à faire assassiner leurs concurrents aux élections et entreprennent une politique démagogique, avec une loi agraire pour diminuer le prix du blé (fixé par Caius Gracchus). Glaucia est lui l'auteur d'une autre loi, judiciaire, celle-ci, qui venait heurter les intérêts des sénateurs et revenait à la législation gracchienne : depuis le consulat de Caepio, en 106 av. J.-C., les jurys chargés de juger les gouverneurs provinciaux dans les affaires de concussion étaient composés de jurys mixtes, mêlant sénateurs et chevaliers, Saturninus revint donc à la règle précédente et réinstaura l'exclusivité des chevaliers au sein de ces jurys, s'assurant ainsi du soutien des riches plébéiens mais aussi des pauvres. Ces manœuvres avaient pour but de diminuer le pouvoir du Sénat en faisant de la plèbe un contre pouvoir efficace.
Dans le contexte de la brigue pour les élections consulaires et prétoriennes devant se tenir le 9 décembre 100 av. J.-C., de graves troubles éclatent dans la capitale, conduisant le sénat à prononcer un senatus consultum ultimum obligeant le consul en poste Marius à éliminer ses propres partisans.
Les insurgés sont arrêtés et massacrés sans procès par leurs opposants, les lois sont abrogées.

## Sources antiques
- Appien, Les guerres civiles, I, 28.